# 馬努斯省
馬努斯省（英語：Manus Province）是巴布亞紐幾內亞的省份，面積僅2,100平方公里，為該國最小的省份，但其擁有超過220,000平方公里的水域面積。馬努斯省省會位於洛倫高，下轄馬努斯縣，總人口為43,387人（2000年人口調查）。
馬努斯省涵蓋阿德默勒尔蒂群島（俾斯麥群島中由約18個島嶼所構成的島群）、武武盧島以及西側臨近的環礁。最大的島為馬努斯島，省府洛倫高也位於此。

## 經濟
主要產業為椰子耕種以及採取珍珠。同時，馬努斯島也以優良的潛水勝地馳名，其擁有豐富多元的海洋生態、珊瑚礁、海灘以及清澈的水質。

## 歷史
馬努斯於1880年成為德國的保護領地至1920年由澳大利亞托管。
在第二次世界大戰期間被日本佔領，並於1942年4月在馬努斯島上Rossun村莊的附近建立小規模的基地。並使用人力建造第一座臨時飛機起落跑道於洛斯內格羅斯島（Los Negros Island）東端的莫莫特（Momote）。 
於二戰期間的1944年2月29日，美軍在道格拉斯·麥克阿瑟將軍的指揮下發動了「釀酒人行動」（Operation Brewer），佔領了阿得米拉提群島。佔領該群島後美軍迅速地於馬努斯島上建造了一座包含港口、碼頭以及飛機場的大型海軍基地，席亞德勒港（Seeadler Harbor），是新幾內亞地區對於戰爭運作重要性最高的基地。此基地目前由巴布亞紐幾內亞軍方所使用。

## 外部連結
- 馬努斯島
- 二次大戰之於馬努斯島 （页面存档备份，存于）